# 桑德斯島
57°47′S 026°27′W / 57.783°S 26.450°W

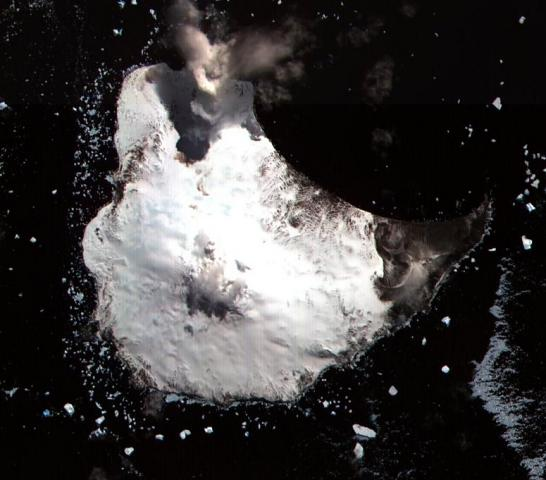
桑德斯島

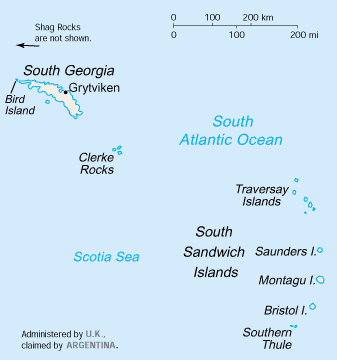

桑德斯島是大西洋的島嶼，位於坎德爾默斯島和蒙塔古島之間，屬於南喬治亞群島的一部分，長8.8公里、寬7.5公里，面積40平方公里，海拔高度990米，島上無人居住。

## 外部連結
- Volcano World: Mount Michael